# アドニスの死
『アドニスの死』（アドニスのし、伊: Morte di Adone、英: The Death of Adonis）は、イタリアの盛期ルネサンスの巨匠セバスティアーノ・デル・ピオンボが制作したキャンバス上の油彩画である。画家は1511年にローマに到着したが、絵画はその翌年の1512年に描かれた。主題は、ギリシャ神話で描かれるヴィーナスの恋人アドニスの死である。作品は現在、フィレンツェのウフィツィ美術館に所蔵されている。

## 作品
作品は、もともと画家がローマに到着した直後にアゴスティーノ・キージ (Agostino Chigi) のために制作された。画家は、キージの宮殿であったヴィラ・ファルネジーナを装飾するのを助けるために召喚されたのであった。ヴィラの1520年の目録には、「裸体で美しい女性の姿」が含まれていると記載されていた。
作品は1587年にフィレンツェに到着し、ピッティ宮殿（現在のパラティーナ美術館）に所蔵された。後の1675年には、レオポルド・デ・メディチ枢機卿のコレクションにあると言及されている。絵画がウフィツィ美術館に移された際は、モレット・ダ・ブレシアに誤って帰属されたが、ジョヴァンニ・モレッリはセバスティアーノ・デル・ピオンボへと正しく帰属を戻した。
画面左には、ヴィーナスの恋人アドニスの死んだ姿が描かれている。アドニスは狩猟が好きで、ヴィーナスが危険だからと止めるのも聞かず、毎日狩猟をしていた。ある日、アドニスは大きなイノシシに襲われて絶命した (一説では、ヴィーナスのもう一人の恋人マルスがアドニスに嫉妬して、イノシシに変身し、アドニスを殺した) 。死んだアドニスが流した血から深紅のアネモネが生まれたという。なお、画面右側にいるヴィーナスの侍女たちは突如振り向いて、フルートを吹き続けている牧神パンの演奏を止めさせようとしている。
本作で、セバスティアーノ・デル・ピオンボは、ヴェネツィア派とローマ派の絵画的要素を融合させている。ヴェネツィア派の影響は、ラグーナの見える色調豊かで、詩的な風景描写に現れている。一方、ローマでミケランジェロから受けた影響は、力強い造形の人物像に見られる。